# Клинтон-хаус
Клинтон-хаус (англ. Clinton House) — здание в Фейетвилле, Арканзас, в прошлом бывшее домом для экс-президента США Билла Клинтона и его жены Хиллари Клинтон, где они поженились в 1975 году, пока оба преподавали в Университете Арканзаса. Сейчас является музеем и в 2010 году был занесён в Национальный реестр исторических мест США.

## Описание
Здание располагается по адресу 930 West Clinton (ранее California) Drive. При площади в 1,800 квадратных футов (167 квадратных метров), дом имеет лишь одну спальню. Позади дома есть двор, примечательный тем, что там посажены любимые цветы каждой Первой Леди США.